# Seznam indijskih divizij druge svetovne vojne
Seznam indijskih divizij druge svetovne vojne.
- 3. pehotna divizija (Indija) (Činditi)
- 4. pehotna divizija (Indija)
- 5. pehotna divizija (Indija)
- 6. pehotna divizija (Indija)
- 7. pehotna divizija (Indija)
- 8. pehotna divizija (Indija)
- 9. pehotna divizija (Indija)
- 10. pehotna divizija (Indija)
- 11. pehotna divizija (Indija)
- 14. pehotna divizija (Indija)
- 17. pehotna divizija (Indija)
- 19. pehotna divizija (Indija)
- 20. pehotna divizija (Indija)
- 23. pehotna divizija (Indija)
- 25. pehotna divizija (Indija)
- 26. pehotna divizija (Indija)
- 31. oklepna divizija (Indija)
- 34. pehotna divizija (Indija)
- 36. pehotna divizija (Indija)
- 39. pehotna divizija (Indija)
- 44. oklepna divizija (Indija) (reorganizirana v 44. zračnoprevozno divizijo)